# Cedilnik
Cedilnik je priimek v Sloveniji, ki ga je po podatkih Statističnega urada Republike Slovenije na dan 1. januarja 2010 uporabljalo 147 oseb in je med vsemi priimki po pogostosti uporabe uvrščen na 3.054. mesto.

## Znani nosilci priimka
- Alenka Cedilnik (*1970), zgodovinarka antike
- Aleš Cedilnik, reševalec (Civilna zaščita)
- Andrej Cedilnik, športnik (kolesar, maratonec), popotnik, račnalničar
- Anton Cedilnik (*1949), matematik
- Danilo Cedilnik - Den (*1947), alpinist, risar, član IV. jugoslovanske alpinistična odprave v Himalajo
- Jana Cedilnik, prevajalka
- Jure Cedilnik, meteorolog
- Marko Cedilnik (*1979), gospodarski logistik, prof.
- Miran Cedilnik, tenisač
- Vlado Cedilnik (*1937), slikar, grafik; likovni pedagog &andragog